# Karl Schwedler
Karl Schwedler, Künstlername Charlie (* 13. August 1902 in Duisburg; † 20. Juni 1970 in Feldafing) war ein deutscher Jazzmusiker, Entertainer und in der Zeit des Nationalsozialismus Namensgeber des Swing-Orchesters Charlie and His Orchestra.

## Leben
Schwedler war der Sohn des Klempnermeisters Emil Schwedler und der Anna Müller. Er heiratete 1944 Katherina Kirchner und hatte einen Sohn.
Schwedler machte eine kaufmännische Lehre und wanderte 1923 in die Vereinigten Staaten aus, wo er eine Konzertagentur leitete. Nach Ausbruch  des Zweiten Weltkrieges kehrte er im September 1939 ins Deutsche Reich zurück und wurde im November 1939 mit der Dienstbezeichnung eines Wissenschaftlichen Hilfsarbeiters beim Auswärtigen Amt im „Referat Rundfunkangelegenheiten“ eingestellt. Er stellte Rundfunksendungen für die englischsprachige Feindpropaganda zusammen und war Sänger und Texter des Swing-Orchesters Charlie and His Orchestra, das unter der Leitung von Lutz Templin stand. Die Originaltexte der von Templin arrangierten amerikanischen Jazz-Standards wurden von Schwedler im Sinne der NS-Propaganda in politische und rassistische Texte umgeschrieben und von ihm selbst vorgetragen.
Kurz vor Kriegsende wurde Schwedler noch zum Militärdienst eingezogen.
Schwedler arbeitete später unter anderem als Unterhaltungsmanager im Luxushotel Breidenbacher Hof in Düsseldorf.

## Aufnahmen (Auswahl)
- Swing. Das deutsche Tanzorchester Lutz Templin als geheimnisumwittertes Swingorchester „Charlie and his Orchestra“ in 20 nie veröffentlichten Aufnahmen 1940–1943 by Karl Schwedler- TMK Musikprod. und Verlag, Köln 2003.
- Propaganda swing Dr. Goebbels' jazz orchestra by Charlie & His Orchestra. Lale Anderson • Karl Schwedler • Lutz Templin • Charlie & His Orchestra. International Historic Films, Chicago 2001.
- Charlie and his orchestra by Charlie & His Orchestra. Lyric Records, Nth Caulfield o. J.
- Never again! Words and music of Nazi Germany. Adolf Hitler • Joseph Goebbels • William Joyce • Karl Schwedler. Intersound, Roswell 1991.